# Syricoris
Syricoris là một chi bướm đêm thuộc phân họ Olethreutinae, họ Tortricidae Tortricidae.

## Các loài
- Syricoris astrana (Guenee, 1845)
- Syricoris lacunana ([Denis & Schiffermuller], 1775)
- Syricoris perexiguana (Kuznetzov, 1988)
- Syricoris rivulana (Scopoli, 1763)
- Syricoris tiedemanniana (Zeller, 1845)